# Familie Gupta
De familie Gupta is een rijke en invloedrijke zakenfamilie afkomstig uit India, die door haar nauwe banden met de voormalige Zuid-Afrikaanse president Jacob Zuma en zijn regering in opspraak kwam.
De meest in opspraak geraakte leden van de familie zijn de broers Ajay, Atul en Rajesh "Tony" Gupta, evenals Atuls neven Varun, en de in de VS gevestigde Ashish en Amol.
De Gupta's begonnen in Zuid-Afrika als schoenenverkopers, maar slaagden erin om mettertijd een zakenimperium uit te bouwen met bedrijven in onder andere de mijnbouw, media en de technologiesector.

## Schandalen
De familie werd in Zuid-Afrika bekend door corruptie en machtsmisbruik. Ze verwierf grote invloed en de facto controle over delen van het Zuid-Afrikaanse overheidssysteem, waardoor ze kon beslissen over onder andere aanstellingen, aanbestedingen, subsidies, contracten en vergunningen, een proces dat gekend werd onder de naam "state capture". De omvang van de invloed van de familie op het staatsapparaat leidde in 2013 tot een landelijke controverse toen bekend werd dat ze gebruik konden maken van een militaire luchthaven om honderden gasten te laten overvliegen voor een trouwfeest.
Zowel in Zuid-Afrika als in de Verenigde Staten lopen er onderzoeken tegen de familie. Verscheidene prominente Zuid-Afrikanen en politici zijn in verband gebracht met de vermeende corrupte activiteiten van de familie, waaronder Jacob Zuma en andere leden van de regeringspartij ANC.
De familie ontvluchtte begin 2018 Zuid-Afrika en werd vervolgens gesignaleerd in Zwitserland, de Verenigde Arabische Emiraten (VAE), en Vanuatu.
In juni 2022 werden Rajesh and Atul Gupta gearresteerd in Dubai, een klein jaar nadat door Interpol een Red Notice, een instrument dat vergelijkbaar is met een internationaal aanhoudingsbevel, uitgevaardigd werd.

## Verder lezen
- Myburgh, Pieter-Louis (20172017). The Republic of Gupta. Penguin Books South Africa. ISBN 9781776090891.
- Pauw, Jacques (2017). The President's Keepers. NB Publishers. ISBN 9780624083030.
- ‘No Room To Hide: A President Caught in the Act’ Report by Organisation Undoing Tax Abuse
- State Capture Portfolio Organisation Undoing Tax Abuse State Capture Portfolio.